# Persea borbonia
Persea borbonia ist eine Pflanzenart aus der Gattung Persea innerhalb der Familie der Lorbeergewächse (Lauraceae). Sie kommt nur in den südöstlichen USA vor. Englischsprachige Trivialnamen sind: Redbay, Tisswood, Scrubbay, Shorebay, Swampbay.

## Beschreibung

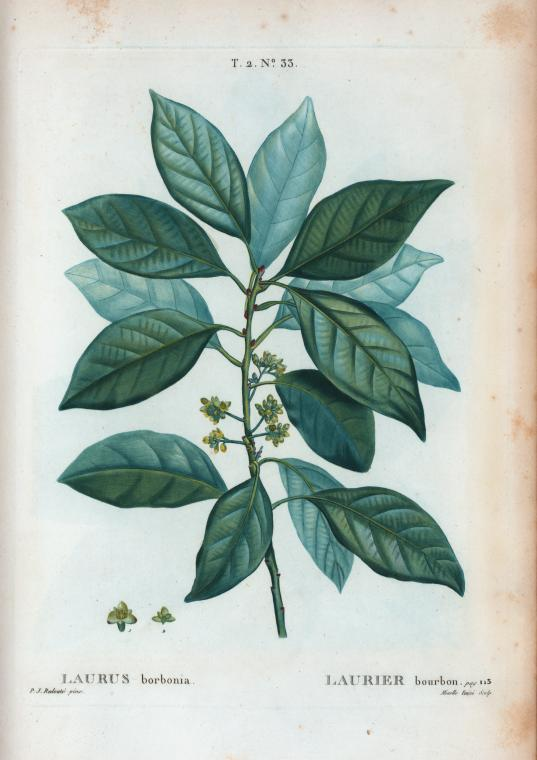
Illustration von Pierre-Joseph Redouté

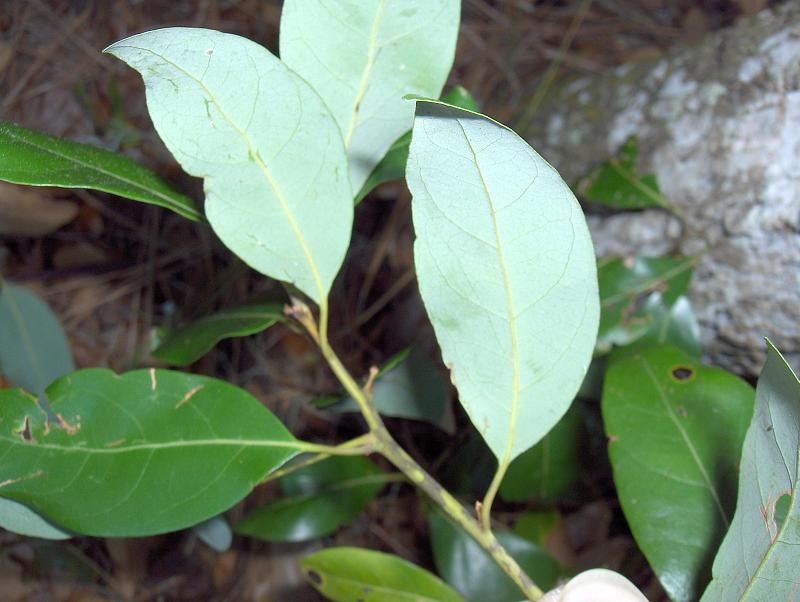
Zweig mit wechselständigen, gestielten, einfachen Laubblättern mit Blattoberseite und -unterseite

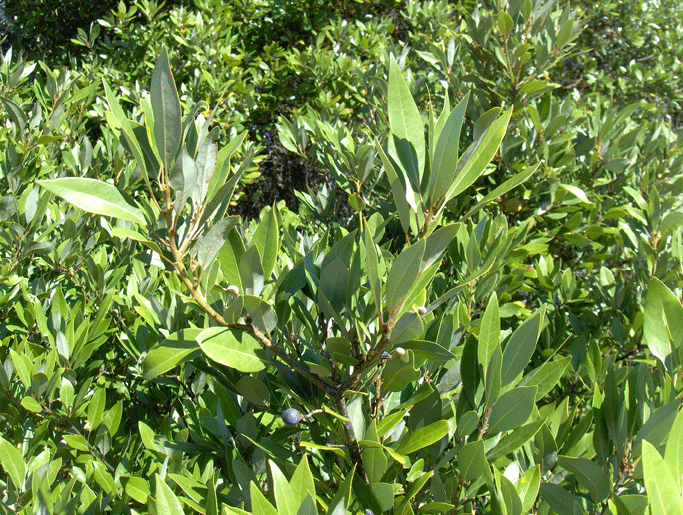
Blätter und eine Frucht

### Vegetative Merkmale
Persea borbonia wächst als immergrüner, kleiner Baum oder großer Strauch bis über 18 Meter hoch. Der Stammdurchmesser erreicht bis zu 90 Zentimeter. Die braun-graue Borke ist rissig.
Die wechselständig am Zweig angeordneten Laubblätter sind in Blattstiel und -spreite gegliedert. Die kurz gestielten, kahlen Blätter riechen aromatisch, wenn sie zerrieben werden. Die einfache Blattspreite ist bei einer Länge von 7 bis 15 Zentimetern (3 bis 6 in) eiförmig bis verkehrt-eiförmig oder lanzettlich. Die ganzrandigen und rundspitzigen oder stumpfen, dickledrigen Blattspreiten sind oberseits dunkel- und unterseits hellgrün, glauk. Der Blattrand ist meist leicht umgebogen, die Basis ist spitz bis keilförmig. Die Nebenblätter fehlen.

### Generative Merkmale
Es werden achselständige, kurze, wenigblütige und zymös-rispige Blütenstände gebildet. Die kleinen, weiß-gelben, gestielten Blüten sind zwittrig mit einfacher Blütenhülle. Es sind 6 bewimperte Tepalen in zwei ungleichen Kreisen ausgebildet. Die inneren sind innen behaart und die viel kleineren äußeren sind fein behaart. Es sind 9 kurze Staubblätter mit behaarten Staubfäden, die inneren 3 besitzen an der Basis zwei Drüsen und innen 3 reduzierte Staminodien mit Haarbüscheln an der Spitze vorhanden. Der kahle, einkammerige Fruchtknoten mit kurzem Griffel und schwach gelappter Narbe ist oberständig.
Die relativ kleine und „bereifte“, eiförmige bis ellipsoide oder rundliche, bis 1,3 Zentimeter lange, einsamige Beere an einem kleinen Fruchtbecher ist bei Reife blau oder schwärzlich.

## Ökologie

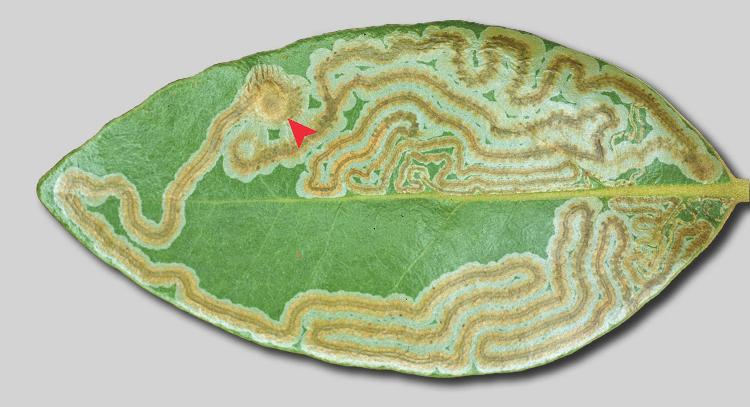
Laubblatt mit den Fraßspuren der Miniermotte Phyllocnistis hyperpersea

Wegen einer Invasion des Borkenkäfers Xyleborus glabratus in den Südstaaten der USA stirbt Persea borbonia vielleicht langsam aus. Dieser Borkenkäfer wurde 2002 nahe Savannah (Georgia) erstmals beobachtet. Er überträgt eine durch den Pilz Raffaelea lauricola hervorgerufene Krankheit, die sogenannte „Lorbeer-Welke“ (englisch laurel wilt), die für das Absterben der Bäume verantwortlich ist.
Einige Förster sind sich jedoch darin einig, dass Persea borbonia nicht aussterben wird, weil sie sich bis zu einem gewissen Grad aus eigener Kraft verjüngen kann.
Hirsche und Bären fressen die Blätter und Früchte von Persea borbonia, Vögel wie Truthühner nur die Früchte.

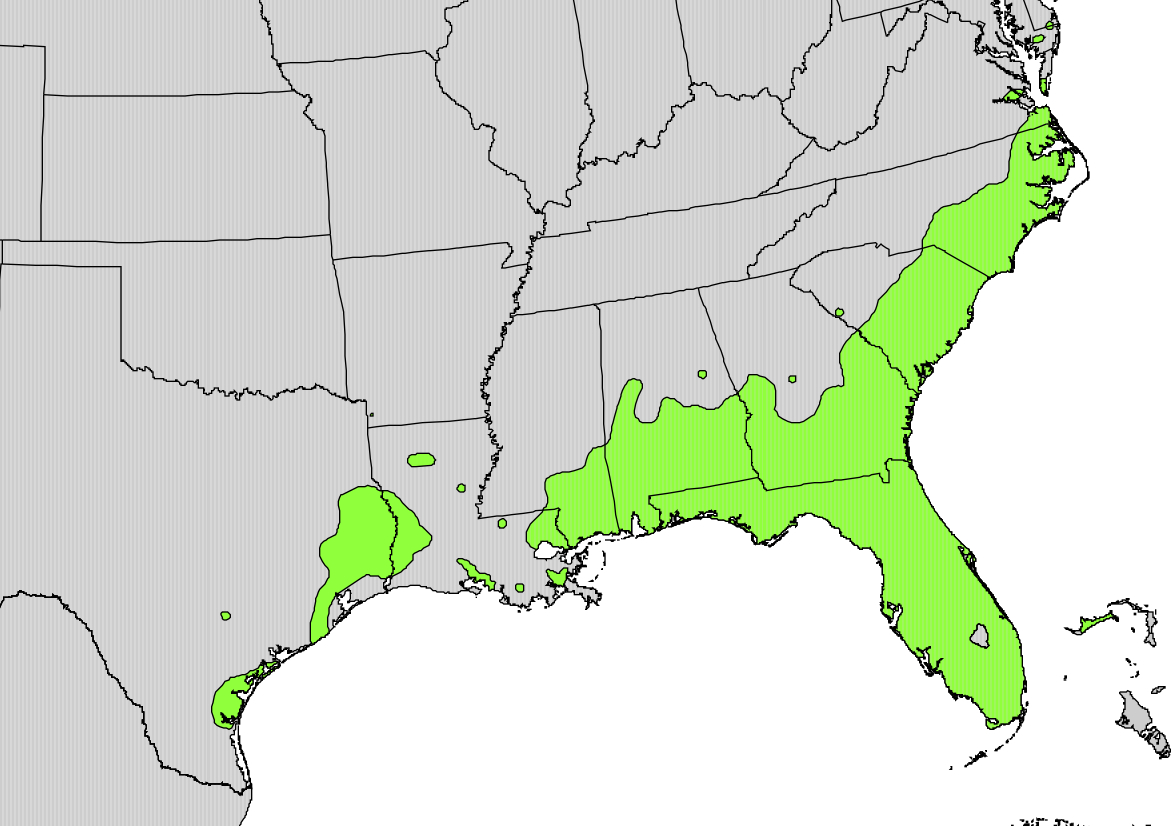
Natürliches Verbreitungsgebiet

## Verbreitung
Persea borbonia wächst an den Küsten der südöstlichen Vereinigten Staaten in den Tiefländern von Texas, Arkansas, Louisiana, Florida, Mississippi, Alabama, Georgia, South Carolina, und Ost-North Carolina. Kleine, isolierte Populationen finden sich an den Küsten von Virginia sowie nahe der Grenze zwischen Maryland und Delaware. Sie wächst auch auf den Bahamas und wird auf Hawaii kultiviert. Normalerweise wächst sie an den Rändern von Brüchen.

## Taxonomie
Die Erstveröffentlichung erfolgte 1753 unter dem Namen (Basionym) Laurus borbonia durch Carl von Linné in Species Plantarum, 1, Seite 370. Die Neukombination zu Persea borbonia (L.) Spreng. wurde 1825 durch Kurt Polycarp Joachim Sprengel in Systema Vegetabilium, editio decima sexta, 2, Seite 268 veröffentlicht. Weitere Synonyme für Persea borbonia (L.) Spreng. sind: Persea littoralis Small, Tamala borbonia (L.) Raf., Tamala littoralis (Small) Small.

## Nutzung
Die Blätter können als Gewürz, ähnlich wie Lorbeerblätter verwendet werden.
Persea borbonia wird als Zierpflanze für Gärten und Parks verwendet.
Persea borbonia wird nicht mehr sehr als Heilpflanze genutzt. Die Seminolen nutzten sie früher als Brechmittel.
Das mittelschwere Holz ist hart und haltbar und kann zum Bootsbau, zur Täfelung und zum Fußbodenbau genutzt werden. Es wird nicht im großen Maßstab gehandelt, so dass seine Verwendung auf das Verbreitungsgebiet von Persea borbonia beschränkt ist.

### Forschung
Persea borbonia war im Zusammenhang mit Pfropfung und Hybridisierung mit Avocado (Persea americana) Forschungsobjekt. Es sollten mögliche Vorteile für die Resistenz gegen Krankheiten und die Toleranz gegenüber feuchten Böden und kühlen Temperaturen ermittelt werden. Beide Arten bilden wenn überhaupt, dann selten Hybride miteinander. Zur Pfropfung gab es zwei kompatible Gruppen von Persea americana und Persea borbonia, die aber keine lebensfähigen Exemplare hervorbrachten.